# Borotba
Die Vereinigung „Borotba“ („Kampf“; ukrainisch Боротьба; Ob’jednannja «Borot’ba» / Об’єднання «Боротьба»; Aussprache: [bɔrɔdʲˈba]) ist eine linke Organisation in der Ukraine. Die Gruppe definiert sich als revolutionär, marxistisch-leninistisch und antifaschistisch. Teile der ukrainischen Linken werfen der Borotba hingegen militaristische bzw. prorussisch-nationalistische Positionen vor.

## Geschichte und Positionen
Die Organisation wurde im Mai 2011 nach der Vereinigung eines Teils der Organisation der Marxisten (Організація марксистів), der Jugendorganisation „Che Guevara“ (Молодіжна організація «Че Гевара»), der Bewegung Jugend gegen Kapitalismus (Молодь проти капіталізму) sowie Aktivisten des Leninschen Kommunistischen Jugendverbandes der Ukraine (Ленинского коммунистического союза молодёжи Украины, Komsomol), der Kommunistischen Partei der Ukraine und der „Allukrainischen Arbeitergewerkschaft“ gegründet. Am Gründungskongress nahmen Delegierte aus Kiew, Donezk, Odessa, Dnipropetrowsk, von der Krim, aus Winnyzja, Luhansk, Kriwoj Rog und anderen ukrainischen Städten teil. Auch ausländische Gäste aus Schweden und Russland waren anwesend. Borotba hat Verbindungen zur Linken Front (Левый фронт) in Russland.
Borotba zufolge beteiligte man sich zunächst an den Protesten am Euromaidan in Kiew, zog sich jedoch zurück, nachdem dort – in den Augen der Organisation – rechte Kräfte die Oberhand gewonnen hatten und es mehrfach zu Gewalt gegen die Organisation und deren Aktivisten gekommen sei.
Borotba verurteilte den Sturz von Präsident Janukowytsch und den Regierungswechsel im Februar 2014 als „vom Westen unterstützten faschistischen Putsch“ und rief zu einer sozialistischen Revolution in der Ukraine gegen die Regierung der „Ultraliberalen und Nazis“ auf.
Am 1. März 2014 stürmte die Borotba zusammen mit pro-russischen nationalistischen Organisationen das von Maidan-Aktivisten besetzte Verwaltungsgebäude von Charkiw. Borotba bezeichnete den Sturm als "antinationalistische" Aktion gegen rechte (pro-ukrainische) Gruppen, u. a. den Rechten Sektor. Nach Angaben linker Organisationen und des bekannten ukrainischen Schriftstellers Serhij Schadan wurden anschließend die Besetzer durch einen "Korridor der Schande" geführt, in dem die ehemaligen Besetzer, darunter auch linke Aktivisten, geschlagen wurden. Am 15. April 2014 kam es zu einer Hausdurchsuchung bei der Borotba, bei der nach Angaben des ukrainischen Fernsehsenders Telekanal 24, im Charkiwer Büro der Organisation 20 Molotowcocktails gefunden wurden.
Bei den Ausschreitungen von Odessa am 2. Mai 2014 wurde das Borotba-Mitglied Andrej Brashewski nach Angaben der Organisation von einem nationalistischen Mob erschlagen. Seit diesem und weiteren Angriffen auf Mitglieder und Büros von Borotba agiere die Organisation nur mehr im Untergrund.
Der Anführer der Odessiter Regionalorganisation der Borotba, Aleksej Albu, begab sich auf die von der Russischen Föderation annektierte Krim, wo er am 24. Mai 2014 zusammen mit einem Vertreter der rechtskonservativen Partei "Rodina" (Heimat), Aleksandr Wasiljew, und einem Vertreter der Neonazi-Organisation "Slawische Einheit", Dmitrij Odninow, ein "Komitee zur Befreiung von Odessa" ins Leben rief.
Zur Führung von Borotba gehören Jewgenij Golschkin, Sergej Kiritschuk, Jewgenij Wallenberg, Andrej Mantschuk, Wassilij Terestschuk, Wiktor Schapinow und Denis Lewin.

## Kritik
Mehrere linksradikale und anarchistische Organisationen in der Ukraine werfen Borotba vor, mit "konservativen, nationalistischen und radikal rechte[n]" pro-russischen Gruppen zusammengearbeitet zu haben und „offenkundige Lügen und Verdrehungen der Tatsachen“ zu verbreiten, um „ausländische Linke und Antifaschisten zu täuschen“.
Borotba weist die Vorwürfe zurück und wirft seinerseits diesen Gruppen vor, „ihren ‚linken Charakter‘ am Euromaidan zu verstecken und dabei in Wirklichkeit mitgeholfen (zu haben), offene Nazis an die Macht zu bringen sowie einen anderen Oligarchenklan, der die Kredite und Sparmaßnahmen des IWF akzeptiert“. Die Unterzeichner der „verleumderischen Erklärung“ gegen Borotba „geben sich anti-konservativ und unterstützen gleichzeitig den nationalistischen, klerikalen und antisemitischen Protest am Euromaidan“, schreibt Borotba.
Ende Juni 2014 wurden weitere Vorwürfe über militaristische, homophobe und antisemitische Tendenzen bei der Borotba laut, woraufhin eine gemeinsame Veranstaltung der Partei Die Linke mit Borotba am 2. Juli 2014 in Hamburg und eine Veranstaltung am 3. Juli 2014 in Kiel abgesagt wurde. In einer von der Koordination Regionalbüros der Bundestagsfraktion der LINKEN und von Landesverbänden weitergeleiteten Erklärung wurde die Absage von Veranstaltungen im norddeutschen Raum mit dem "teilweise extrem missverständliche[n] Bild, welches Borotba [...] in der öffentlichen Wahrnehmung abgeben" würde, begründet. Zuvor war kritisiert worden, der im Berliner Exil lebende Gründer der Borotba, Sergej Kiritschuk, habe versucht, zwei russische "Nazis im Nadelstreifen" an linke Initiativen zu vermitteln. Kiritschuk gibt an, sie nicht näher gekannt und sie für „bürgerliche Journalisten“ gehalten zu haben.